# 田中幹保
田中 幹保（たなか みきやす、1955年3月18日 - ）は、日本の元男子バレーボール選手（元全日本代表）・指導者。元バレーボール全日本男子代表監督。

## 来歴
兵庫県飾磨郡夢前町（現姫路市）出身。兵庫県立姫路東高校から1973年新日鐵に入社。強烈なスパイクを武器に1年目からレギュラーとして活躍。同年の都市対抗全日本選手権大会（現・黒鷲旗全日本男女選抜バレーボール大会）ではチームのベスト4進出の原動力となる。
同年、18歳で全日本代表に初選出され、以後オリンピックに2回（モントリオール・ロサンゼルス）、ワールドカップには2回出場。1977年ワールドカップ東京大会では銀メダルを獲得した。
ロサンゼルスでは、下村英士とともにドーピング疑惑で失格となり話題となった。マッサージ師に処方された葛根湯に含まれていた麻黄に、IOCで禁止となっているエフェドリンが含まれていたことによる。
日本リーグでも新日鐵の11回のリーグ優勝に大きく貢献し、最優秀選手を7回・スパイク賞を4回獲得。1986年からは監督も兼任し、1989年から1991年には監督・選手としてリーグ3連覇を成し遂げた。
1991年、現役引退。1993年から94年にはアメリカ・イタリアにコーチ留学。その後全日本ジュニアの監督を経て、2000年10月、寺廻太の後任として全日本男子代表監督に就任。バルセロナ大会以来のオリンピック出場を目指したが、2004年のアテネオリンピック最終予選で敗れ、オリンピック出場は出来なかった。同大会終了後に日本代表監督を退き、古巣（新日鐵堺の後継チーム）である堺ブレイザーズの副部長、部長を歴任。2016年より常務取締役を務めている。
2014年1月1日から2016年9月30日まで堺市教育委員会委員を務めた。

## 人物
娘の田中聖美も元バレーボール選手。

## プレースタイル
ポジションは主にレフトであるが、ロサンゼルスオリンピックの全日本チームではセッター対角（オポジット）を務めた。オープンスパイクだけでなくクイックも得意であり、所属チームの新日鐵ではセンターブロックに飛ぶことも多く、オールラウンドに活躍した。

## 球歴
- 全日本代表としての主な国際大会出場歴
  - オリンピック - 1976年、1984年
  - 世界選手権 - 1978年、1982年、1986年
  - ワールドカップ - 1977年、1981年

## 受賞歴
- 1974年 - 第7回日本リーグ ベスト6
- 1975年 - 第8回日本リーグ ベスト6
- 1976年 - 第9回日本リーグ ベスト6
- 1977年 - 第10回日本リーグ 殊勲賞、スパイク賞、ベスト6
- 1978年 - 第11回日本リーグ 敢闘賞、ベスト6
- 1979年 - 第12回日本リーグ 殊勲賞、スパイク賞、ブロック賞、ベスト6
- 1980年 - 第13回日本リーグ 殊勲賞、サーブ賞、ベスト6
- 1981年 - 第14回日本リーグ 殊勲賞、スパイク賞、ベスト6
- 1982年 - 第15回日本リーグ 敢闘賞、スパイク賞、ベスト6
- 1983年 - 第16回日本リーグ 殊勲賞、ベスト6
- 1984年 - 第17回日本リーグ 敢闘賞、ベスト6
- 1987年 - 第20回日本リーグ 敢闘賞、ベスト6
- 1989年 - 第22回日本リーグ 最優秀監督賞、殊勲賞、ベスト6
- 1990年 - 第23回日本リーグ 最優秀監督賞、殊勲賞、ベスト6
- 1991年 - 第24回日本リーグ 最優秀監督賞
- 2007年 - Vリーグ栄誉賞

## 所属チーム

### 選手
- 兵庫県立姫路東高校
- 新日本製鐵（1973-1991年）

### 指導者
- 新日本製鉄/新日鐵ブレイザーズ/堺ブレイザーズ
  - 監督（1985-1991年）
  - 総監督（1991-1998年）
  - 副部長（1998-2014年）
  - 部長（2014-2016年）
- 全日本男子代表 監督（2001-2004年）